# VBC-90
VBC-90（フランス語: Véhicule Blindé de Combat 90）はフランスの装輪装甲車。VBCとはフランス語で「装甲戦闘車両」を意味し、90mm砲、射撃統制装置とレーザー測距儀を装備する。

## 概要
内の治安維持と戦闘中の偵察のために開発された。同じくルノーが開発したVAB装甲車をもとにサビエムとクルーゾ・ロワールによって共同開発された。アルゼンチンでもライセンス生産されたものは、VAPE（Vehículos de Apoyo y Exploración）と呼ばれる。。
VABとVXB-170の両方に類似したシャーシ構成を持つ。

## 開発
VBC-90は、ルノーとサヴィエムによって、VAB装甲車の威力偵察や火力支援用の発展型として開発された。同規模の車両に比べ、車体に対して非常に大きい砲塔とライフル砲、射撃統制装置を搭載する。1979年までに少なくとも2つの試作車が完成、当初はVCS-90と呼ばれ、VXB-170とVABを連想させる舟型の車体と傾斜装甲とを併せ持っていた。後により大きな砲塔を備えることになったが、基本的にこれらの車両の特徴を引き継いでいる。3番目により特徴的な車体と傾斜装甲を持つ試作車両が完成した。最終的にVBC-90としての制式採用されたのはこの試作車だった
VABとは異なり、VBCはフランス陸軍の要件を満たすために開発されておらず、元々海外への輸出のみを目的に開発された。にもかかわらず、フランス政府は1981年から、老朽化したAMX-13軽戦車の代替として、フランス国家憲兵隊機動憲兵隊の1中隊に28両のVBC-90を導入した。最後の車両は1985年に納入され、ルノーが国家憲兵隊のために製造したVBCはVBC-90Gと呼ばれる。1984年から1985年にかけてオマーンのオマーン国王親衛隊へVABとともに、VBC6両が納入された。
オマーンはその後、はるかに重武装であるイタリアのB1チェンタウロを支持してVBC-90を段階的に廃止すると発表した。続けて、フランス国家憲兵隊も2000年代初頭にVBCを段階的に廃止した。
またVAPE（Vehículos de Apoyo y Exploración）として、簡略化されたVBC-90がルノーによってアルゼンチン向けに開発された。
2014年、レバノンは自国では未導入であったVBC-90の購入を求め、フランスに対しロビー活動を行った。サウジアラビアからの財政援助によって、部分的に融資される予定だったが、レバノンとサウジアラビアの間の緊張のために2016年に凍結された。

## 仕様
小火器による攻撃を防ぐことのできる鋼装甲を持つ。乗員は3名。運転席には窓が3つ装備されている。車長と砲手が乗るGIAT TS 90砲塔には主砲である90mmライフル砲と同軸機銃として7.62mm機関銃を搭載。砲塔内には20発の90mm対戦車砲弾が搭載されており、車体内にさらに25発が搭載されている。
車体後部に6気筒ディーゼルエンジンを搭載。六輪駆動となっている。ベースとなったVABとは異なり水陸両用ではない。

## 画像

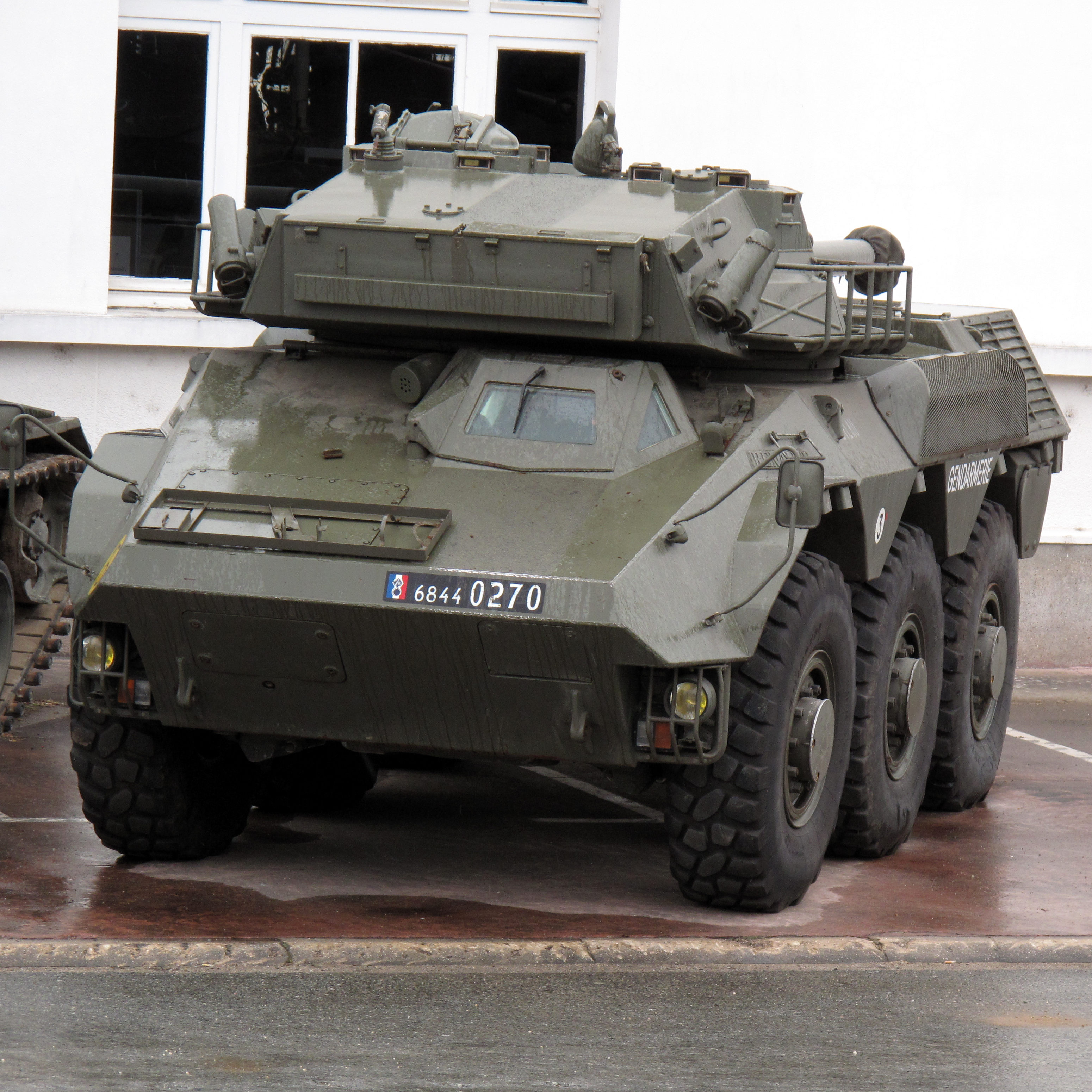
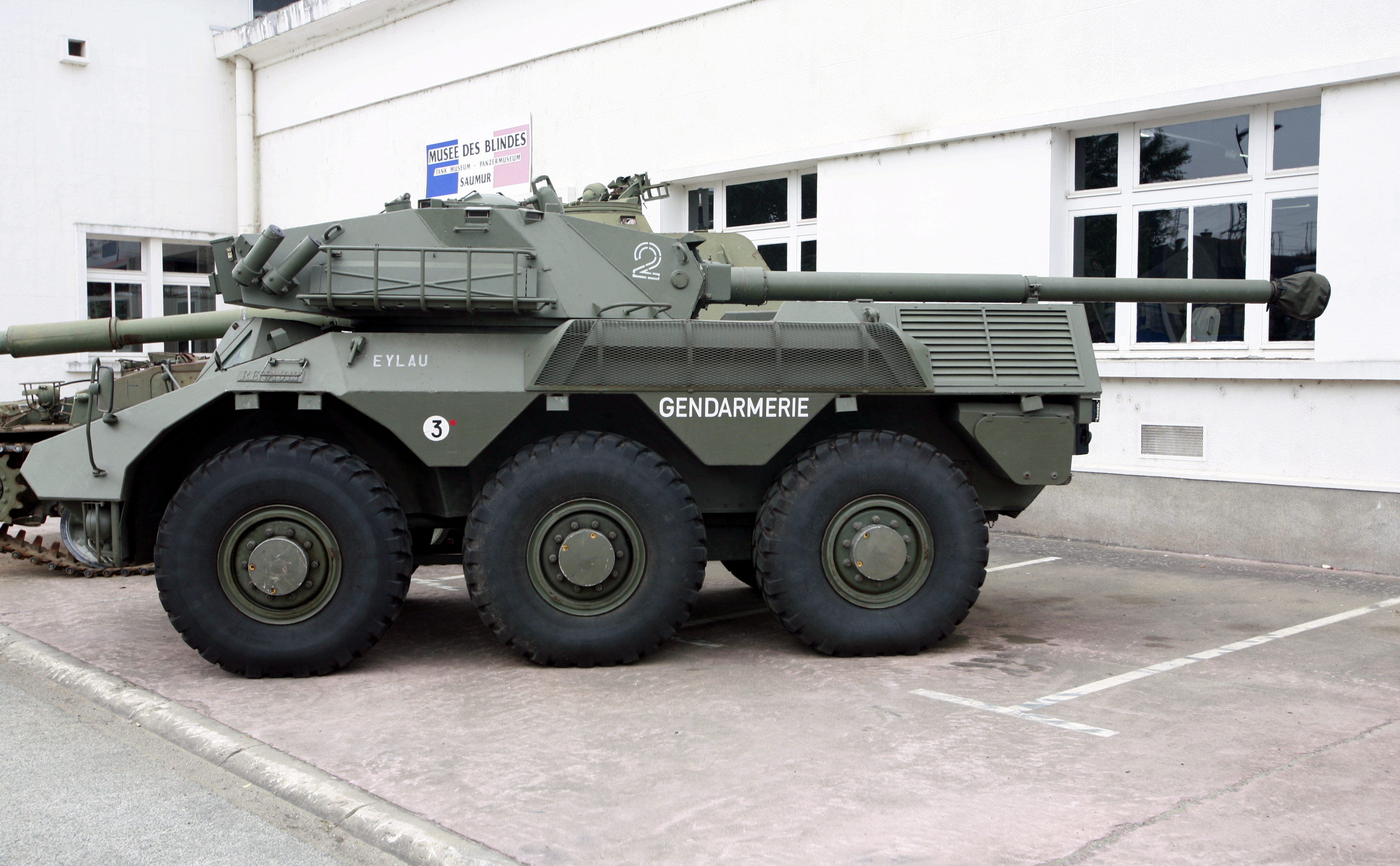
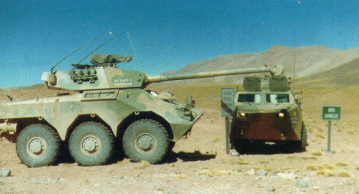
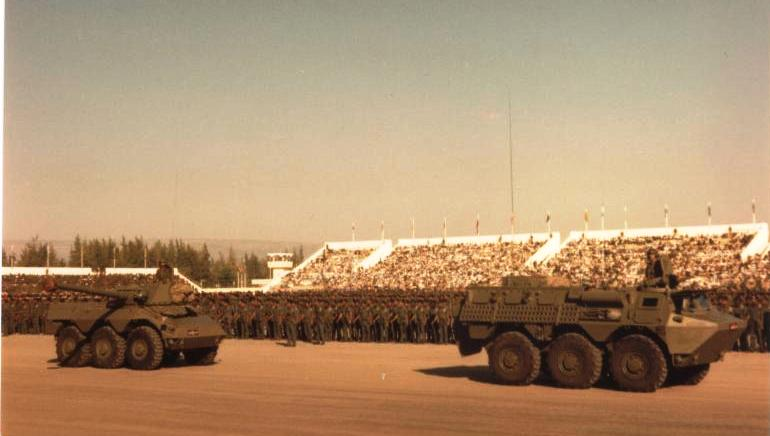

## 採用国

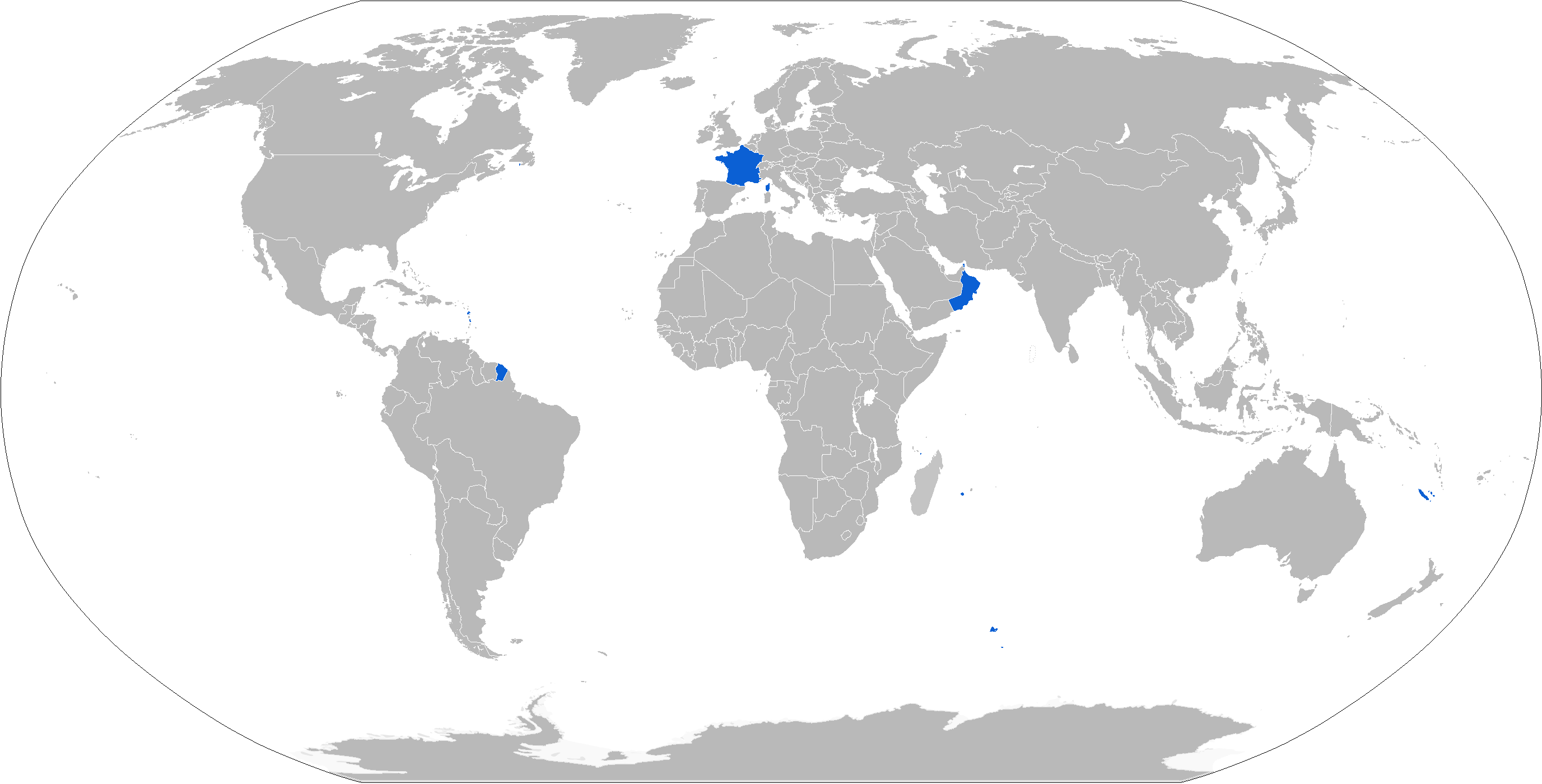
採用した国を青色で示す

### 退役済
- オマーン[7]
- フランス.[9]

### 導入検討中
- レバノン[10]